# Кумеяай
Кумеяай (на английски: Kumeyaay), в някои документи - Кумана, известна и като Дигеньо и Камиа, а от 1950 г. - като Типаи-Ипаи - е индианска племенна група, част от коренното население на Калифорния, с територии в крайните югоизападни части на щата Калифорния, САЩ и северозападната част на Мексико. Името „кумеяай“ („камиа“) им е дадено от испанците и вероятно идва от името им в езика мохаве – Камиа-хуе. Индианците пима са ги наричали И-им Оотам, а съседите им, индианците луисеньо и купеньо - съответно Кичамкауичам и Кичамкучум.
Те говорят език с 2 близки диалекта, класифициран към юманското езиково семейство, част от хоканските езици и отговарящи на 2 дефинирани от антрополозите основни културно и езиково разделени, но свързани помежду си подразделения. Езиковата група Ипаи (обхващаща подразделенията наричани преди това северни дигеньо или северозападни дигеньо, както и крайбрежните и северните групи на западните дигеньо и планинските дигеньо) говори северната диалектна форма на езика. Езиковата група Типаи (обхващаща южните дигеньо или източните дигеньо, югоизточните дигеньо, камиа, байеньо дигеньо и южните групи на западни и планинските дигеньо) - южната. Популярното наименование „типаи и ипаи“ и в двата диалекта значи „народ“, докато традиционното им общо име, свързано с християнизацията им, име дигеньо/дегуеньо произлиза от това на испанската мисия/мисионерска база Сан Диего де Алкала (прераснала в съвременния американски град Сан Диего). То се е запазило в съвременността, като колективно име за няколко хомогенни групи и е прилагано с цел да се отделят от останалите.

## История
Според археологическите доказателства хора са обитавали по-късните земи на кумеяай отпреди 18 хил. пр.н.е., а протокултурата на днешните Типаи-Ипаи се е зародила към 5 хил. пр.н.е., докато те самите са там от около началото на 2 хил. н.е. В края на 18 век живеят в Южна Калифорния, както и в Баха Калифорния в Мексико, от крайбрежието почти до река Колорадо. Границите на територията им грубо се простират от река Сан Луис Рей и Сан Фелипе Крийк на север до Тодос Сантос Бей на юг и от крайбрежието на изток до Сан Хилс. Впоследствие заеманите от тях територии постепенно се фрагментират и стесняват, бройката им също с времето дълго време спада, но по-късно тенденцията започва да се обръща, с възприемането на някои изгодни нововъведения. Когато през 1769 г. испанците идват в района, населяван от тях, се предполага, че кумеяай са наброявали между 3000 и 9000 души. През 1828 г. в мисията Сан Диего са преброени 1711. През 1856 г. според Бюрото по индианските въпроси са общо около 2500 души. През 1860 г. - 1571 души, живеещи в общо 24 села. През 1900 г. наброяват 3200. По данни от 1970-те - 1980-те години общото им население възлиза на около 3500 души, организирани около 13 ранчерии в окръг Сан Диего и в 5 общини в Долна Калифорния (Баха Калифорния).
Дигеньо са сред племената в земите на Нова Испания, станали обект на мисионерска дейност от страна на испанските конкистадори и колонизатори (и затова известни като „мисионерски племена“), но се поддават на влиянието им много по-бавно от останалите в групи от калифорнийското коренно население. Преди окончателно да му се поддадат те водят много примитивен живот. От изкуствата сред тях са развити кошничарството и грънчарството. Жилищата им варират в зависимост от сезона и околната среда. През зимата строят куполовидни колиби от колове покрити с кора, слама и други растения и с.вход от източната страна. Също така използват планински пещери и временни заслони покрити с палмови листа. През лятото строят временни колиби от клони покрити със слама. Групите постоянно се местят според сезона, за да си набавят храни. Ловят риба (по крайбрежието хората ядат повече такава храна) и други животни (често - гризачи, рядко - елени, също и гущери, някои змии, насекоми, ларви и птици). Основни им храни обаче са брашно приготвено от различни семена, диви растения, миди, горски плодове, ядки, агаве и други. Отглеждат по малко тютюн а някои групи, особено в Империъл Вали засаждат царевица и боб, повлияни от юманските племена в долната част на река Колорадо.
Сред тези индианци традиционно липсва или е само в наченки централизирана власт. Родово-племенните общности (семейства/фамилии) - над 30 автономни групи - са патрилинеални и са съставени от по един бащин клан. Групата е ръководена от вожд с най-малко един помощник. Позицията на вожда е наследствена и се предава на най-големия син или на брат ако няма такъв - понякога на вдовиците. В групите памо селският вожд се избира с консенсус. Типаите в Империъл Вали нямат вождове на клановете, а племенен вожд като при кечан. Основна функция на вожда е да ръководи клановите и междукланови церемонии, да съветва хората, да разрешава спорове и да назначава лидери при различни поводи, като при събирането на агаве или при военен поход. Освен тези лидери имало също ловни лидери и ръководители на мъжките и женски танци. Нито племето като цяло, нито отделните групи имат собствени имена и някои враждуват едни - с други. Човек се идентифицира чрез клана или селото си. От това време липсват точни списъци с имена на селата, местонахождението им и тяхното население, при все че са правени някои преброявания, от типа на изброените по-горе. Облеклото им първоначално е минимално. И двата пола носят изплетени от листата на агаве шапки и сандали. Децата и мъжете често ходят голи, а жените само с препаски отпред и отзад (покривала, закрепени за кълките и таза, така че да покриват слабините и задника). От 18 век под натиска на мисионерите мъжете започват да носят поне набедреник (подобно на жените), а жените - рокли.
През 1769 г. испанците основават форт и мисия, наименувани на Диего де Алкала и започват да експлоатират местното население, особено това по крайбрежието и на север. През 1775 г. около 800 индианци от 70 села се обединяват и изгарят мисията, но след като е възстановена асимилационният процес спрямо индианците продължава. След победоносната за местните Мексиканската война за независимост, постигналите независимост (1821 г.) мексиканци секуларизират индианските мисии, като църковни земи, а от индианците, които ги населяват се очаква да станат пеони (своеобразни крепостни селяни), работещи в полза на заселниците. Мексиканците често третират несъгласните с това и други изгонени от земите си индианци, като бунтовници и продължават по-ранните испански репресии, но и търпят много поражения от по-непокорните индиански групи (макар че те междувременно значително стопени и обезсилени в резултат на глад и епидемии), което е сред факторите, способствали за избухването на Мексиканско-американската война (1846-1848), завършила с тотален разгром на Мексико и сериозно орязване на границите му. В самата война някои от големите американски победи са постигнати с решителната помощ на индианците.
През 1852 г. малко след като Съединените щати поемат контрола над областта Горна Калифорния (Алта Калифорния, въз основа на която е формиран щатът Калифорния), част от земите на племената дигеньо са анексирани с първия подписан между двете страни договор в Санта Изабел. Американските заселници идват там след Американската гражданска война. Отначало този край (основно доста неплодороден без мащабна мелиорация) не е много привлекателен за тях, но през 1870 г. е открито злато, в близост до малък преселнически лагер, който скоро се превръща в относително голямото и благоустроено градче Джулиан, окръг Сан Диего. Това се превръща в причина за още повече грабителства и избивания над индианското население, макар че дигеньо пострадват от разразилия се геноцид по-малко от редица други племена - главно защото обитават предимно планински райони, но и заради помощта, оказвана им от мексиканското правителство. До края на 1870-те голяма част от кумеяай са съсредоточени в 13 малки ранчерии или резервати, първият от които е създаден през 1875 г. Без резервати (в каквито по принцип има стремеж да бъдат заселени максимален брой индианци) крайбрежните ипаи, по-слабо засегнати от цивилизацията, живеят предимно в бедни села в окръг Сан Диего и по близките хълмове, докато някои по-отрано заселили се в градовете или придобили по-плодородни земеделски участъци индиански групи имат и големи икономически успехи. В окръг Сан Диего изолираните планински групи, които винаги били извън мисионерските и резервационни системи продължават да живеят старият начин на живот още известно време, но с времето измират или са изтребени от белите; цивилизованите също са подлагани систематично на различни преследвания, изселвания и маргинализация. Към 1890-те много мъже и жени от този народ работят като нископлатени работници по фермите, в мините и в градовете. През XX век поради разни причини голяма част от кумеяай (както в САЩ, така и в Мексико) преминават от сферата на земеделието към различни клонове на леката промишленост, развлекателната индустрия, спорта и туризма, което им осигурява значително по-големи доходи и спомага за тяхното културно и етническо възраждане.